# Jennifer Grey
Jennifer Grey (Jennifer Elise Grey) (New York, 1960. március 26.–) amerikai színésznő.

## Élete és pályafutása
Beleszületett a show világba, hiszen a színész-táncos Joel Grey és az énekes Jo Wilder lányaként New Yorkban született. Nagyapja, Mickey Katz híres komikus volt. Első szerepe a Mindenütt jó, de legjobb máshol című filmben volt 1984-ben. Ezt követte a Gengszterek klubja szintén 1984-ben. Ezután kisebb szerepek következtek. 1987-ben megkapta élete legnagyobb főszerepét, mellyel világhírű lett: a Dirty Dancing – Piszkos tánc Babyjeként a következő évben Golden Globe-díjra jelölték mint legjobb női főszereplőt filmmusical vagy vígjáték kategóriában.
Ezután sem hagyott fel a színészettel. A Szelek szárnyán című 1992-es filmben is szerepelt. 1995-ben a Jóbarátok című vígjátéksorozatban is feltűnt. 2018-ban a Jönnek a kacsák című animációs filmben kölcsönözte a hangját. Az 1990-es években megműttette az orrát, amit később élete legrosszabb döntésének mondott, mert annyira megváltozott, hogy nem ismerték fel. Úgy határozott, hogy Wanda West néven lesz színésznő, de végül megbékélt a helyzettel.

## Magánélete
Gray romantikus kapcsolatban állt Michael J. Fox, Johnny Depp, William Baldwin színészekkel és Clinton elnök akkori segítőjével, George Stephanopoulosszal is.
2001. július 21-én férjhez ment Clark Gregg színész-rendezőhöz, egy lányuk született. 2021 februárjában váltak el.

## Filmográfia

### Film
| Év   | Magyar cím                      | Eredeti cím              | Szerep                       | Magyar hang        |
| ---- | ------------------------------- | ------------------------ | ---------------------------- | ------------------ |
| 1984 | Mindenütt jó, de legjobb máshol | Reckless                 | Cathy Bennario               |                    |
| 1984 | Vörös hajnal                    | Red Dawn                 | Toni Mason                   |                    |
| 1984 | Gengszterek klubja              | The Cotton Club          | Patsy Dwyer                  |                    |
| 1985 | Hegyek pokla                    | American Flyers          | Leslie                       |                    |
| 1986 | Meglógtam a Ferrarival          | Ferris Bueller's Day Off | Jeanie Bueller               | Makay Andrea       |
| 1987 | Dirty Dancing – Piszkos tánc    | Dirty Dancing            | Frances "Baby" Houseman      | Kisfalvi Krisztina |
| 1987 | Dirty Dancing – Piszkos tánc    | Dirty Dancing            | Frances "Baby" Houseman      | Zsigmond Tamara    |
| 1988 | Gandahar                        | Gandahar                 | Airelle (hangja)             |                    |
| 1989 | A Broadway vérszopói            | Bloodhounds of Broadway  | Lovey Lou                    | Györgyi Anna       |
| 1992 | Szelek szárnyán                 | Wind                     | Kate Bass                    | Tóth Auguszta      |
| 1995 | Hárman az ágyban                | Lover's Knot             | Megan Forrester              |                    |
| 1996 | Szende, mint a halál            | Portraits of a Killer    | Elaine Taylor                | Vándor Éva         |
| 1997 |                                 | Red Meat                 | Candice                      |                    |
| 2000 | Szívörvény                      | Bounce                   | Janice Geurrero              | Árkosi Kati        |
| 2002 | Döbbenet                        | Ritual                   | Dr. Alice Dodgson            | Kisfalvi Krisztina |
| 2008 | Piros öv                        | Redbelt                  | Lucy Weiss                   |                    |
| 2008 | Keith                           | Keith                    | Caroline                     |                    |
| 2013 | Szél támad                      | The Wind Rises           | Mrs. Kurokawa (angol hangja) |                    |
| 2014 |                                 | In Your Eyes             | Diane                        |                    |
| 2018 | Jönnek a kacsák                 | Duck Duck Goose          | Edna (hangja)                |                    |
| 2018 | Különjárók                      | Untogether               | Joise                        |                    |
| 2019 |                                 | Bittersweet Symphony     | Eleanor Roberts              |                    |

### Televízió
| Év        | Magyar cím             | Eredeti cím                         | Szerep                      | Megjegyzések      |
| --------- | ---------------------- | ----------------------------------- | --------------------------- | ----------------- |
| 1984–1985 |                        | ABC Afterschool Special             | Carol Durate / Laura Eller  | 2 epizód          |
| 1986      |                        | The Equalizer                       | Valerie Jacobs              | 1 epizód          |
| 1990      |                        | Murder in Mississippi               | Rita Schwerner              | tévéfilm          |
| 1990      | Bűnös vagy ártatlan    | Criminal Justice                    | Liz Carter                  | tévéfilm          |
| 1990      | HamuCipőke             | If the Shoe Fits                    | Kelly Carter / Prudence     | tévéfilm          |
| 1991      |                        | Eyes of a Witness                   | Christine Baxter            | tévéfilm          |
| 1993      | Gyilkossági ügy        | A Case for Murder                   | Kate Weldon                 | tévéfilm          |
| 1995      | Jóbarátok              | Friends                             | Mindy                       | 1 epizód          |
| 1995      | Bukott angyalok        | Fallen Angels                       | Ginger Allen                | 1 epizód          |
| 1995      | West Side-i keringő    | The West Side Waltz                 | Robin Ouiseau               | tévéfilm          |
| 1998      |                        | Outrage                             | Sally Casey                 | tévéfilm          |
| 1998      | Mióta elmentél...      | Since You've Been Gone              | Patty Reed                  | tévéfilm          |
| 1999–2001 |                        | It's Like, You Know...              | önmaga                      | 26 epizód         |
| 2006      | Karácsonyi kalandok    | The Road to Christmas               | Claire Jameson              | tévéfilm          |
| 2007      | John Cincinattiból     | John from Cincinnati                | Daphne, Meyer menyasszonya  | 3 epizód          |
| 2008–2014 | Phineas és Ferb        | Phineas and Ferb                    | több szereplő hangja        | 8 epizód          |
| 2009      | Christine kalandjai    | The New Adventures of Old Christine | Tracey                      | 1 epizód          |
| 2010      | Doktor House           | House                               | Abbey                       | 1 epizód          |
| 2010      |                        | Dancing with the Stars              | önmaga                      | 11. évad győztese |
| 2011      | Lopom a sztárom        | The Bling Ring                      | Iris Garvey                 | tévéfilm          |
| 2011      |                        | Strictly Come Dancing               | önmaga / meghívott zsűritag | 9. évad           |
| 2014–2017 |                        | Red Oaks                            | Judy Meyers                 | 21 epizód         |
| 2016      | Playback párbaj        | Lip Sync Battle                     | önmaga                      | 1 epizód          |
| 2017      | Mit gondolsz, ki vagy? | Who Do You Think You Are?           | önmaga                      | 1 epizód          |
| 2019      | A Grace klinika        | Grey's Anatomy                      | Carol Dickinson             | 3 epizód          |
| 2020      |                        | The Conners                         | Janelle                     | 2 epizód          |